# Phacelia pediculoides
Phacelia pediculoides là loài thực vật có hoa trong họ Mồ hôi. Loài này được (J.T. Howell) Constance miêu tả khoa học đầu tiên năm 1959.